# Zaman Szah Durrani
Zaman Szah Durrani (zm. 10 września 1844) – czternasty syn Timura Szaha, szach Afganistanu w latach 1793–1801.
Przejął tron Imperium Durrani po śmierci swego ojca, pokonując swoich rywali – braci z pomocą przywódcy plemienia Barakzai Sardara Chana. Wymusił przysięgę wierności od swojego ostatniego antagonisty, przyrodniego brata Mahmuda, a po powrocie zrezygnował z urzędu gubernatora Heratu. W ten sposób podzielił władzę między Herat i swój własny rząd w Kabulu. Podział ten miał utrzymać się przez stulecie. Kabul był najważniejszym miejscem sprawowania władzy, podczas gdy Herat utrzymał stan quasi-autonomii.
Zaman Szah próbował powtórzyć sukces swego ojca w Indiach, ale jego próby ekspansji doprowadziły go do konfliktu z Brytyjczykami. Brytyjczycy udaremnili jego plany, nakłaniając szacha Persji do najazdu na ziemie Durrani, przez co zmusili go do obrony własnych ziem i rezygnacji z dalszych planów poszerzenia swojego imperium.